# Gió biển

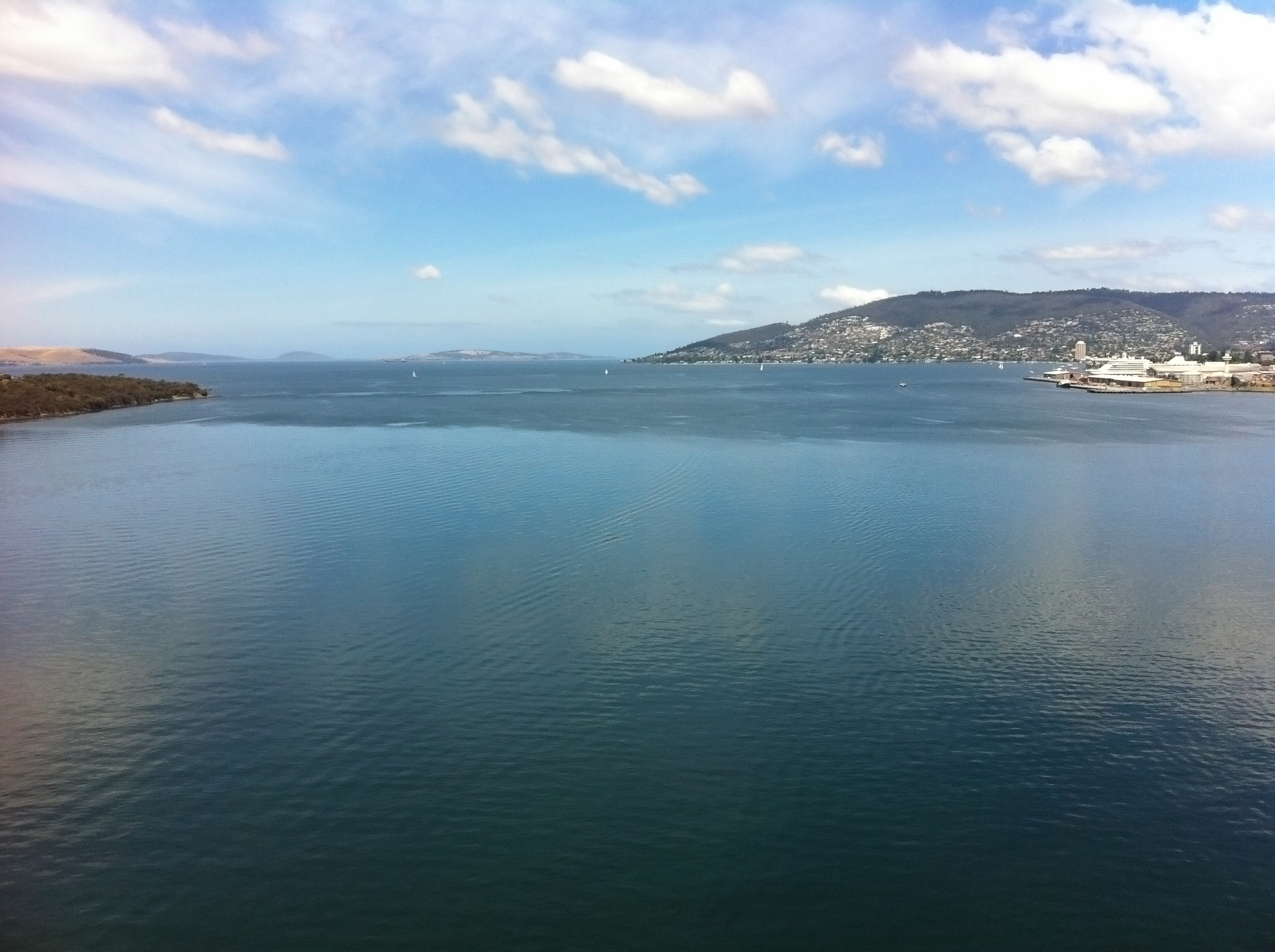
Gió biển di chuyển trên mặt nước (hướng về phía người xem) ở Hobart, Tasmania, Úc

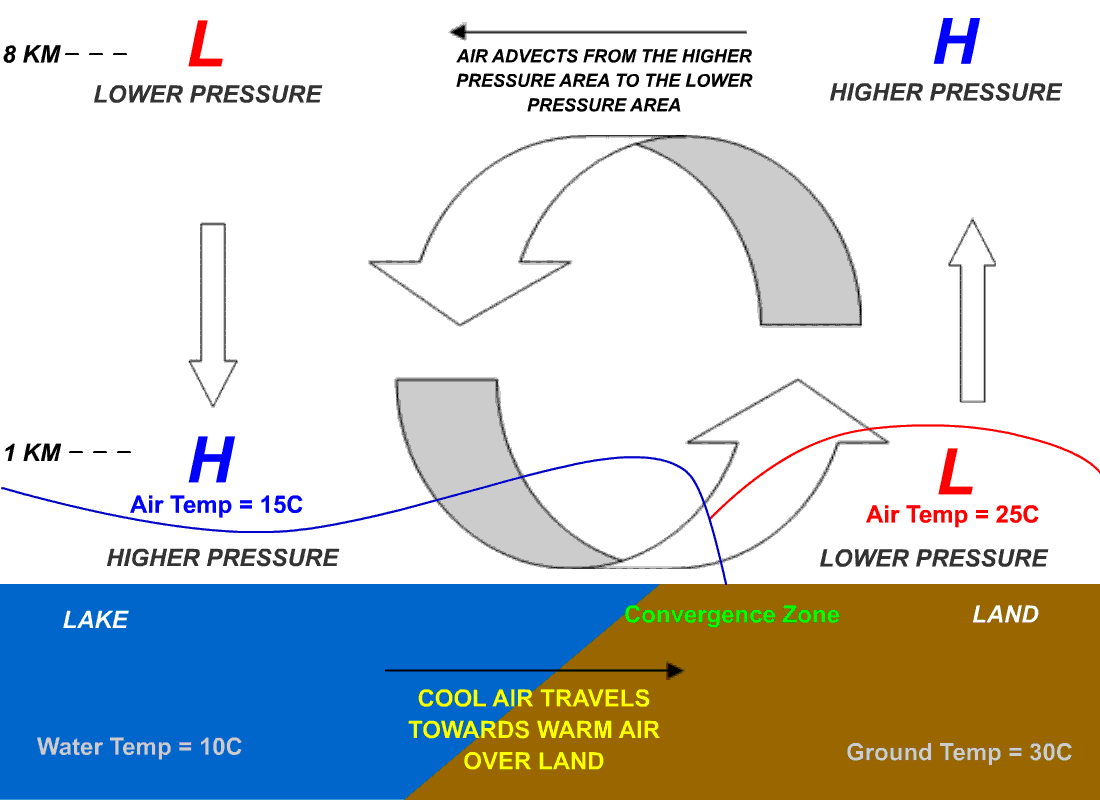
Hồ - gió biển và độ sâu khí quyển

Gió biển là bất kỳ cơn gió nào thổi từ một khối nước lớn về phía hoặc lên một vùng đất; nó phát triển do sự khác biệt về áp suất không khí được tạo ra bởi  nhiệt dung khác nhau của nước và đất liền. Như vậy, gió biển có tính cục bộ hơn gió thịnh hành. Do đất hấp thụ bức xạ mặt trời nhanh hơn nhiều so với nước, gió biển là hiện tượng phổ biến dọc theo bờ biển sau khi mặt trời mọc. Ngược lại, gió đất liền hoặc gió ngoài khơi là tác dụng ngược lại: đất khô cũng nguội nhanh hơn nước và sau khi mặt trời lặn, gió biển tan dần và gió thay vào đó thổi từ đất liền ra biển. Gió biển và gió đất liền là cả hai yếu tố quan trọng trong gió thịnh hành của vùng ven biển. Thuật ngữ gió ngoài khơi có thể đề cập đến bất kỳ gió trên vùng nước mở.
Các trang trại gió thường nằm gần bờ biển để tận dụng sự biến động bình thường hàng ngày của tốc độ gió do gió biển hoặc gió đất liền. Trong khi nhiều trang trại gió trên bờ và các trang trại gió ngoài khơi không dựa vào những cơn gió này, thì một trang trại gió gần bờ là một loại trang trại gió ngoài khơi nằm trên vùng nước nông ven bờ để tận dụng cả gió biển và đất liền. (Vì lý do thực tế, các trang trại gió ngoài khơi khác nằm xa hơn ra biển và dựa vào gió thịnh hành thay vì gió biển.)

## Nguyên nhân
Biển có công suất nhiệt lớn hơn đất liền, do đó bề mặt biển nóng lên chậm hơn so với đất liền. Khi nhiệt độ của bề mặt đất tăng lên, đất làm nóng không khí bên trên nó bằng sự đối lưu. Không khí nóng lên mở rộng và trở nên ít đậm đặc hơn, giảm áp lực lên vùng đất gần bờ biển. Không khí trên biển có áp suất tương đối cao hơn, khiến không khí gần bờ biển chảy về phía áp suất thấp hơn trên đất liền. Sức mạnh của gió biển tỷ lệ thuận với chênh lệch nhiệt độ giữa đất liền và biển. Nếu có gió ngoài khơi mạnh (nghĩa là gió lớn hơn 8 hải lý trên giờ (15 km/h)), ngược với hướng gió biển có thể xảy ra, gió biển không có khả năng phát triển.